# هجمات أفغانستان (نوفمبر 2020)
تعددت الهجمات على أفغانستان في نوفمبر 2020، حيث شنها متمردون من طالبان أو من تنظيم الدولة - ولاية خراسان. أسفرت الهجمات عن مقتل 27 شخصا على الأقل وإصابة 50 آخرين.

## الجدول الزمني للهجمات
| التاريخ | الموقع             | القتلى | الجرحى | التفاصيل |
| ------- | ------------------ | ------ | ------ | --- |
| 1       | هرات، ولاية هرات   | 3      | 2      | أسفر هجوم بالقنابل في هرات بولاية هرات عن مقتل 3 شرطيين على الأقل وإصابة شخصين آخرين.                                                                                                   |
| 1       | ولاية قندوز        | 4      | 8      | لقي ما لا يقل عن 4 أشخاص مصرعهم وأصيب 8 آخرون بعد أن أصابت قذيفة محافظة قندوز. |
| 2       | كابول، ولاية كابول | 20     | 40     | هجوم جامعة كابول 2020 - أسفر الهجوم عن مقتل 20 شخصًا على الأقل وإصابة 40 آخرين في هجوم على جامعة كابول. وأعلن تنظيم الدولة الإسلامية في العراق والشام - ولاية خراسان مسؤوليته عن الهجوم. |